# Miikka Salomäki
Miikka Salomäki (Raahe, 9 marzo 1993) è un hockeista su ghiaccio finlandese.

## Palmarès

### Mondiali
- 1 medaglia:
  - 1 argento (Bielorussia 2014)